# نوتتس
نوتتس (نام علمی: Nuthetes) نام یک سرده از شاخه طنابداران است.